# The Slits
The Slits est un groupe de punk rock britannique originaire de Londres en Angleterre.
The Slits est l'un des premiers groupes de punk rock féminin. Les membres du groupe font partie des premières musiciennes rock à s'affirmer avec autant d'énergie et de personnalité. The Slits demeure l'un des groupes importants de l'histoire du rock britannique et conserve des fans tels que Johnny Rotten ou John Peel.

## Biographie

### Première période (1976–1981)

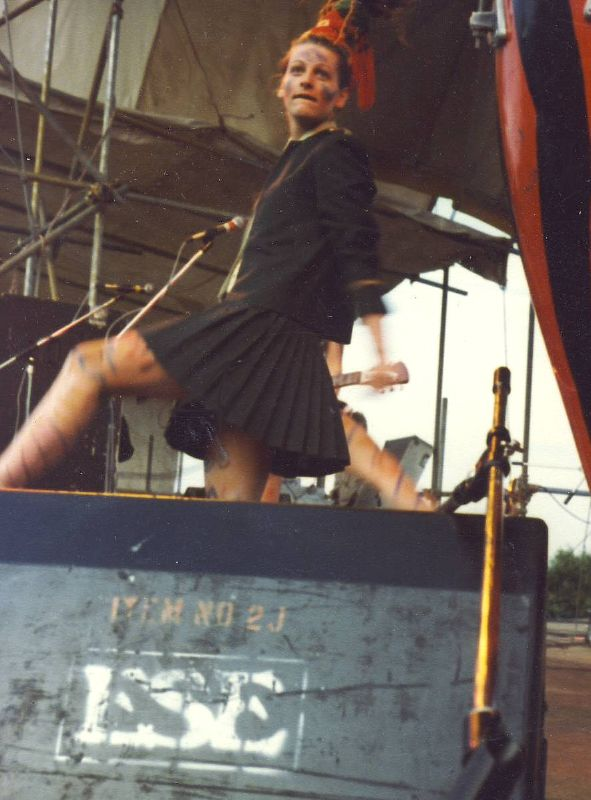
The Slits en 1981.

Le groupe (« les fentes » en français) est formé au cours de l'été 1976 autour d'anciens membres des Flowers of Romance (avec Sid Vicious) et des Castrators. Ari Up (Ariana Foster, seule membre originelle restante qui n'a que quatorze ans lors de la formation du groupe), Palmolive (Paloma Romero qui rejoindra plus tard The Raincoats), Kate Korus et Suzi Gutsy sont les quatre filles qui forment le premier line-up. Un an plus tard, en 1977, elles sont remplacées par Viv Albertine, Tessa Pollitt et par le batteur Budgie (Pete Clarke, venu des Spitfire Boys, et futur membre de Siouxsie and the Banshees), qui sera lui-même remplacé en 1979 par Bruce Smith.
The Slits font parler d'elles la première fois en 1977, lorsqu'elles sont invitées par les Clash à jouer en première partie de leur tournée le White Riot Tour. Ari Up est la personnalité marquante de ce groupe. La mère d'Ari Up a été l'amie de Chris Spedding et Jimi Hendrix et a épousé John Lydon. Ari prend sa première leçon de guitare avec Joe Strummer des Clash. Mais la véritable "leadeuse" du groupe est Viv Albertine. Leur musique est d'abord tournée vers un punk rock amusant, néanmoins brut et entraînant. Le groupe fait d'ailleurs l'objet de trois Peel Sessions, plus tard éditées en disque. Les Slits amorcent par la suite un tournant vers le reggae et le dub, perdant leur brutalité initiale.
Dennis Bovell produit Cut (Island Records), premier album fruit d'un mélange entre esprit punk et groove reggae. Sa couverture est elle aussi notable : les membres du groupe y posent en amazones dénudées, couvertes de boue. Malgré le succès auprès des critiques, l'album ne fait pas recette auprès du public et les Slits se retrouvent sans contrat. Leurs sonorités et leurs attitudes sont progressivement devenues plus expérimentales et avant-gardistes au début des années 1980, lorsqu'elles se sont associées à The Pop Group, une formation post punk de Bristol avec laquelle elles ont partagé un batteur, Bruce Smith, et enregistré le single In the Beginning There was Rhythm/Where There's a Will (Y Records).
En 1981, les Slits enregistrent The Return of The Giant Slits (CBS), un nouvel album dont les tonalités sont plus apaisées et davantage influencées par la musique africaine. Le groupe est aidé par Steve Beresford (avant-gardiste new-yorkais) pour composer cet album sur lequel apparaît le jazzman Don Cherry. En 1982, Ari Up quitte Londres pour la Jamaïque et y devient mannequin-danseuse sous le nom de Babi Dolli ou Medusa (« Méduse », référence à ses nattes très longues). Le groupe se sépare début 1982.

### Deuxième période (2006–2012)

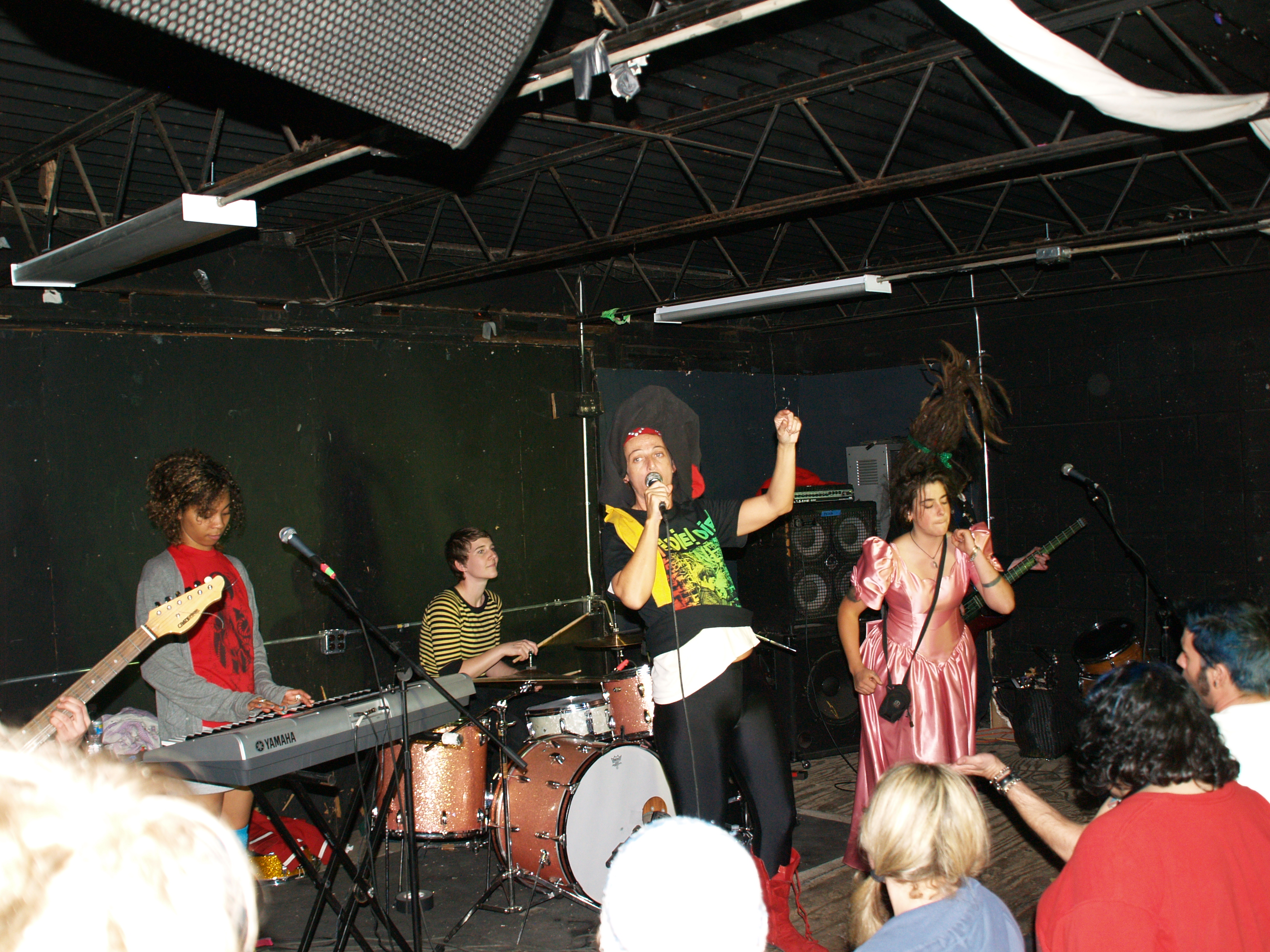
The Slits en 2008.

En 2006, Ari Up reforme The Slits en compagnie de Tessa Pollitt et d'autres nouvelles musiciennes. Un premier EP trois titres, Revenge of the Killer Slits sort en 2006. En 2008, le groupe tourne de nouveau en Amérique. 
Adele Wilson quitte le groupe et No est remplacée par la guitariste Michelle Hill. 

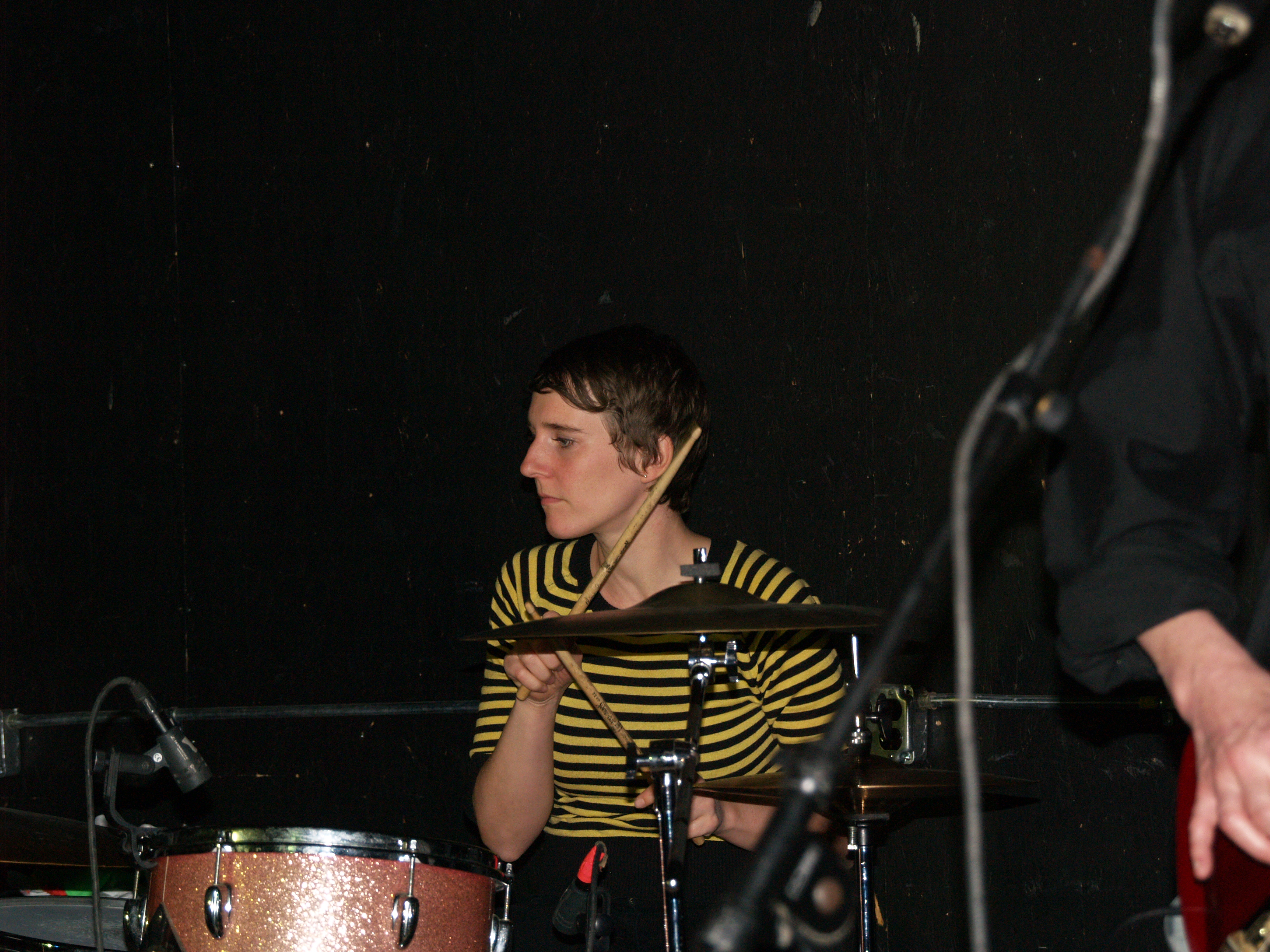
En mars 2008

En novembre 2008, le groupe joue au Ladyfest à Manchester, et visitent le London Astoria le mois suivant. 
Un nouvel album intitulé Trapped Animal est publié en octobre 2009, et le groupe continue à jouer en concert.
Le 20 octobre 2010, Ari Up décède à 48 ans des suites d’une longue maladie,. Leur dernière œuvre est la chanson Lazy Slam issue de Trapped Animal, publié à titre posthume selon la volonté d'Ari Up.

## Engagement féministe
La chanson la plus connue des Slits reste Typical Girls. Cette chanson critique la place des femmes dans la société autour de la figure de la typical girl (femme moyenne). The Slits interpellent dans cette chanson sur l'enfermement des femmes (« elles ne peuvent pas penser, pas se rebeller, attendent leur mari »). Cet engagement féministe est aussi perceptible dans le nom du groupe The Slits, littéralement « les fentes ». Pour autant, le groupe ne se revendique pas du courant féministe mais ses membres affirment mépriser le « chauvinisme mâle ».

## Discographie

### Albums studio
- 1979 : Cut (Island Records)
- 1980 : The Slits (Y)
- 1981 : Return of the Giant Slits (CBS)
- 2009 : Trapped Animal (Narnack)

### Albums live
- 1980 : (Untitled) (Y Records / Rough Trade)
- 1988 : The Peel Sessions (Strange Fruit)
- 2005 :  Live at The Gibus Club (Castle Music / Castle Communications)

### Compilations et rééditions
- 1997 : In the Beginning (Jungle Records)
- 2009 : Cut (édition de luxe 30 titres bonus) (Island Records, 2009)

### Singles et EP
- 1979 : Typical Girls/I Heard It Through the Grapevine (Island)
- 1979 : Man Next Door (Rough Trade)
- 1980 : In the Beginning There Was Rhythm (Split EP avec The Pop Group, Y Records)
- 1980 : Animal Space (Human Records)
- 1981 : Earthbeat (CBS)

## Spectacle
Le spectacle Punk.e.s ou Comment nous ne sommes pas devenues célèbres, de Rachel Arditi et Justine Heynemann, est librement inspiré de l'histoire des Slits. Il a été créé à Paris en février 2023, et a reçu cinq nominations aux Trophées de la Comédie Musicale 2024.